# Ngô Từ
Ngô Từ (1370-1453) hiệu là Duyên Ý Dụ Vương, là con của Ngô Kinh. Ông quê ở Động Bàng, An Định, Thanh Hoá (nay là Định Hoà, Yên Định, Thanh Hoá). Ngô Kinh được Lê Khoáng (cha Lê Lợi) cùng vợ là bà Trịnh Thị Thương đưa về nhà nuôi, rồi dạm Lê Thị Mười cho Ngô Kinh. Đến ngày 2 tháng 5 năm Canh Tuất (1370) sinh ra Ngô Từ.
Lê Khoáng sai Ngô Từ nuôi con út là Lê Lợi. Năm Mậu Tuất (1418), Lê Lợi khởi binh ở Lam Sơn. Ngô Từ giữ gìn căn cứ Chí Linh, trông nom của cải, khi thì bổ sung quân số cho mặt trận, khi thì dùng kỳ binh đánh đuổi quân Minh khi chúng vào cướp phá Lam Kinh.
Năm Quý Mão (1423), Lê Lợi trở lại Lam Sơn, ban thưởng công lao, phong Ngô Kinh là kiện tướng hầu, Ngô Từ là Bàng khê hầu.
Năm Mậu Thân (1428), thiên hạ bình định, phong các công thần Lê Vấn, Phạm Văn Xảo v.v... Nhân dịp này nhà Vua nói với các tướng: " Các khanh theo trẫm ra trận, được cung cấp đầy đủ lương thực, đó là công lao của bố con Ngô Từ. Trẫm khi chưa khởi binh thì Ngô Kinh là gia nô của tiên khảo, Ngô Từ là nô thần của trẫm. Ban đầu xướng nghĩa, Từ là người quyết mưu trước nhất. Trẫm cùng với các khanh mưu việc thiên hạ, ẩn náu nơi núi rừng trông nhờ vào bố con Ngô Từ giữ gìn căn cứ, cung đốn lương thảo, điều động binh sĩ. Xưa kia Hán cao tổ được thiên hạ quy công cho Tiêu Hà giữ đất Quan trung cung đốn không ngừng lương thảo là công bậc nhất. Nay bố con Ngô Từ đã có công giữ gìn căn cứ, lại có thành tích đánh giặc, đáng được thăng đệ nhất công thần". Nhà vua bèn thăng thụ Ngô Kinh làm Thái phó Hưng Quốc Công, Ngô Từ làm Thái bảo, Chương Khánh Công, được ban quốc tính.
Năm Quý Sửu, Lê Lợi mất, Lê Thái Tông lên ngôi, con gái Ngô Từ là Ngô Thị Ngọc Dao về hậu cung sinh ra Lê Thánh Tông.
Ngày 8 tháng 3 năm Quý Dậu (1453) đời vua Nhân Tông thứ 11, Ngô Từ mất, thọ 84 tuổi. Hiện nay, tại Xã Định Hòa, huyện Yên Định, tỉnh Thanh Hóa có Phúc Quang Từ Đường thờ Ngô Từ, Ngô Thị Ngọc Dao và Lê Thánh Tông.